# Hubert Lefèbvre
Hubert Lefèbvre (Parijs, 29 november 1878 - onbekend) was een Frans rugbyspeler.

## Carrière
Lefèbvre speelde in zijn studententijd rugby en werd tweemaal landskampioen van Frankrijk. Tijdens de Olympische Zomerspelen 1900 werd hij met zijn ploeggenoten kampioen. 

## Erelijst

### Rugby
- 1900:  Olympische Zomerspelen
- 1900: landskampioen met Racing Club
- 1902: landskampioen met Racing Club